# Gare de Cauterets
La gare de Cauterets est une ancienne gare ferroviaire française de la ligne de Pierrefitte à Cauterets, située sur le territoire de la commune de Cauterets, dans le département des Hautes-Pyrénées, en région Occitanie.
Construite en 1897-1898, elle est ouverte au service ferroviaire en 1899 par la Compagnie des chemins de fer à traction électrique de Pierrefitte, Cauterets et Luz.
Fermée en 1949, elle fait l'objet d'une protection au titre des monuments historiques en 1981, puis elle est restaurée et réaménagée dans les années 1990. Depuis, elle est utilisée comme gare routière, mais également comme salle pour une association et des concerts et spectacles.

## Situation ferroviaire
Établie à 910 mètres d'altitude, la gare terminus de Cauterets était située au point kilométrique (PK) de la ligne de Pierrefitte à Cauterets, après la halte de Calypso.

## Historique
Les « Chemins de fer d'intérêt local de Pierrefitte à La Raillère par Cauterets et à Luz-Saint-Sauveur » sont concédés à M. Verstraët et à la maison Lombard-Guérin et Cie de Lyon le 31 janvier 1895. Ils sont déclarés d'utilité publique le 24 juillet de cette même année et la « Compagnie des chemins de fer à traction électrique de Pierrefitte, Cauterets et Luz », qui se substitue aux concessionnaires primitifs, est approuvée par un décret du 11 avril 1896.

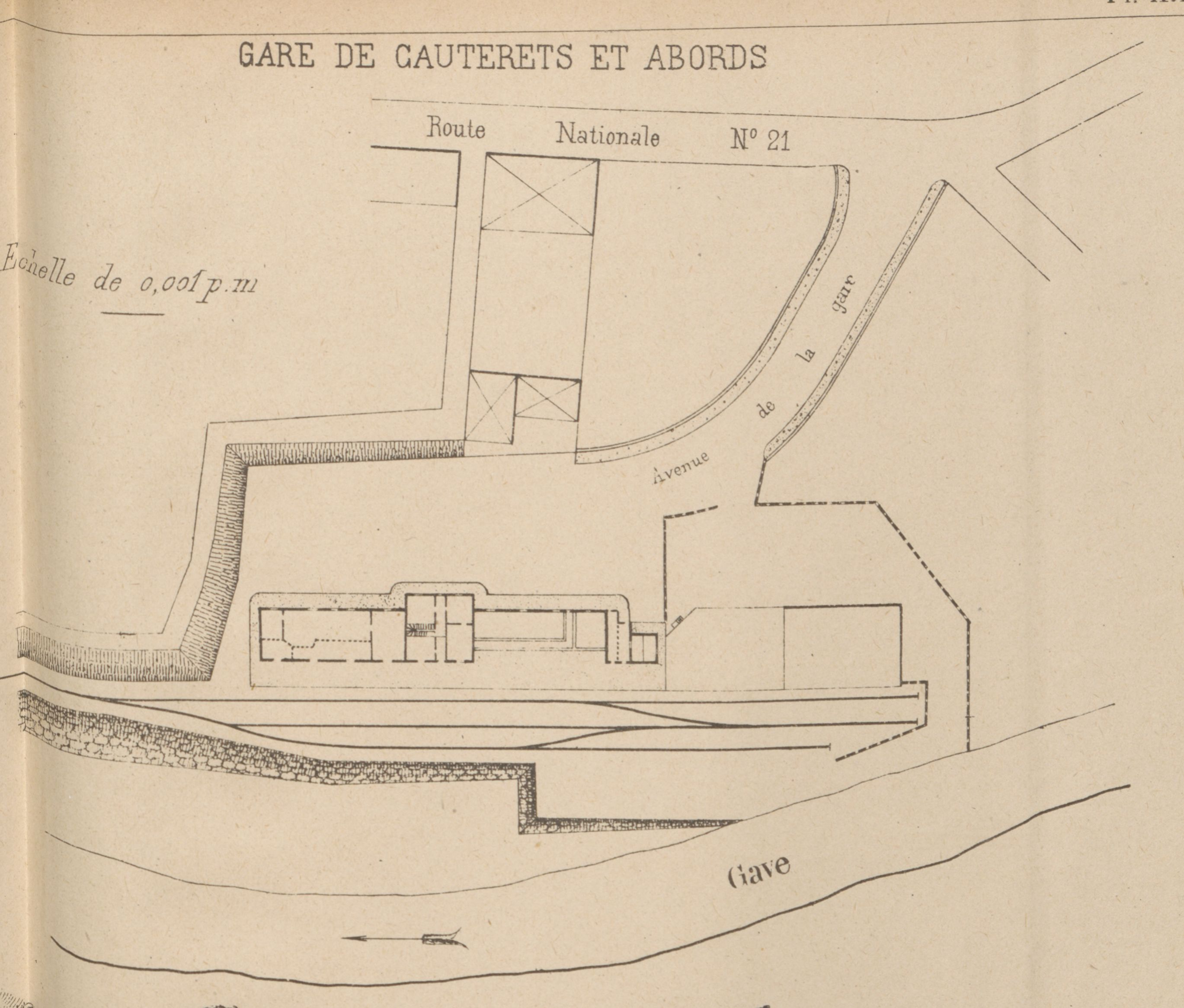
Plan de la gare de Cauterets.

Cette concession comporte une ligne de Pierrefitte à la Raillère par Cauterets composée de deux sections distinctes. La première de Cauterets à La Raillère est une courte ligne qui débute à la « gare des œufs », à Cauterets, pour rejoindre la « gare de la Raillère ». Son trajet est effectué en environ six minutes à 15 km/h. Elle est mise en service, à double voie, le 2 août 1897. La deuxième, présente un parcours plus long et plus difficile, elle débute à Pierrefitte, dans la gare de la Compagnie des chemins de fer du Midi et du Canal latéral à la Garonne, elle passe par le tunnel de l'Estain, le viaduc de Meyabat, et la halte de Calypso avant de retrouver un profil plus facile et de rejoindre le site choisi pour l'installation de la gare terminus de Cauterets. Longue de 11,12 km la ligne présente un dénivelé de 540 mètres entre les gares de Pierrefitte et de Cauterets.
Le bâtiment de la gare de Cauterets est réalisé en bois par la maison Carde à Bordeaux, l'édifice est ensuite démonté et envoyé en pièces détachées à Cauterets où il est remonté par l'entrepreneur Médévielle. Il est dressé le 21 mai 1898 et ouvert le 22 juin 1898. Réalisé en pichpin, le bâtiment est tout en longueur. Il comporte un corps central, avec un étage, encadré dans le même axe de deux prolongements symétriques disposant chacun d'un pavillon avec porte à l'extrémité. Une marquise, qui protège le quai latéral, est disposée sur toute sa longueur.
La ligne de Pierrefitte à Cauterets n'est ouverte à l'exploitation que le 1er avril 1899, et son inauguration a lieu le 13 avril 1901 en présence de Jean Dupuy, ministre de l'Agriculture et sénateur des Hautes-Pyrénées.

Desserte par les voitures électriques
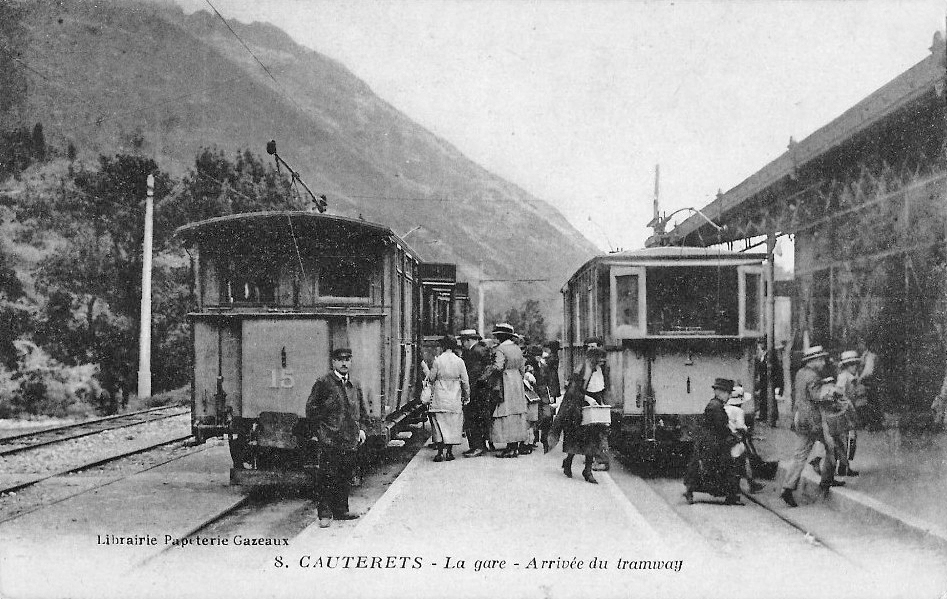
Vers 1900 à la belle saison.
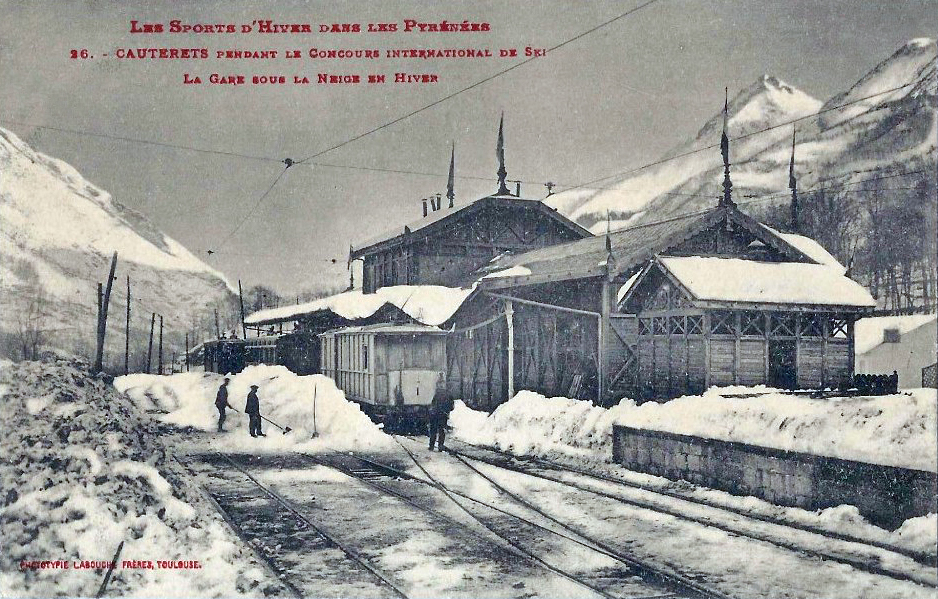
Vers 1910 en hiver.

La ligne et la gare sont fermées le 1er avril 1949 du fait de la concurrence de la route et également de l'arrêt de l'exploitation de la mine de Penaroya qui permettait à la compagnie d'équilibrer ses comptes en apportant un trafic de fret rémunérateur. Car la Compagnie devait faire face à d'importantes dépenses pour l'entretien de la ligne et du matériel roulant, notamment du fait du profil, de la structure du terrain et de conditions climatiques extrêmes.

## Patrimoine ferroviaire
L'ancien bâtiment voyageurs, pour ses façades et toitures, fait l’objet d’une inscription au titre des monuments historiques par l'arrêté du 18 décembre 1981. En 1991, le bâtiment est restauré puis, en 1994, il est réaménagé pour être utilisé comme gare routière, une salle étant affectée à une utilisation par une association et pour des concerts et spectacles.

## Galerie de photos

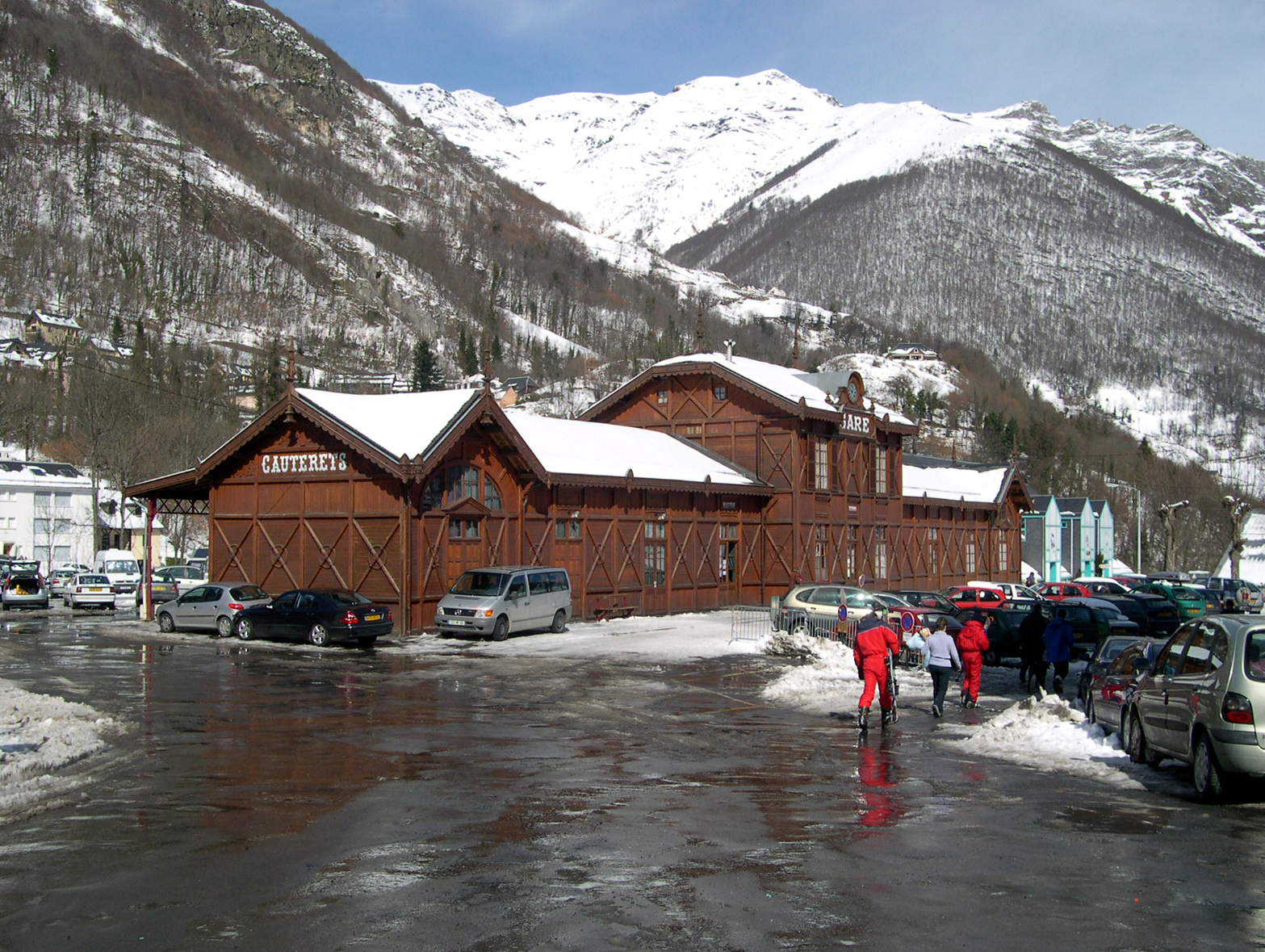
Bâtiment enneigé, hiver 2004.
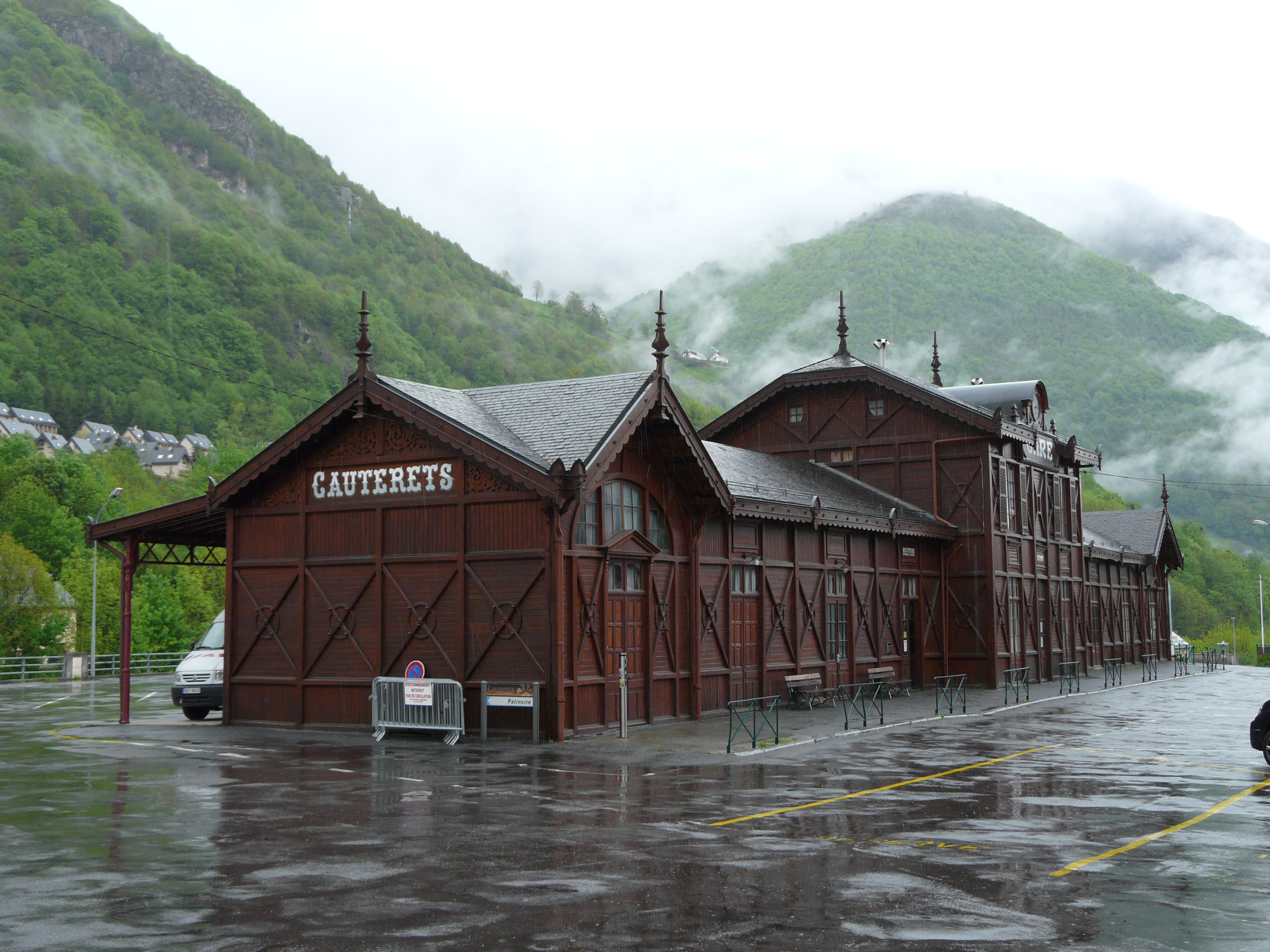
Façade principale.
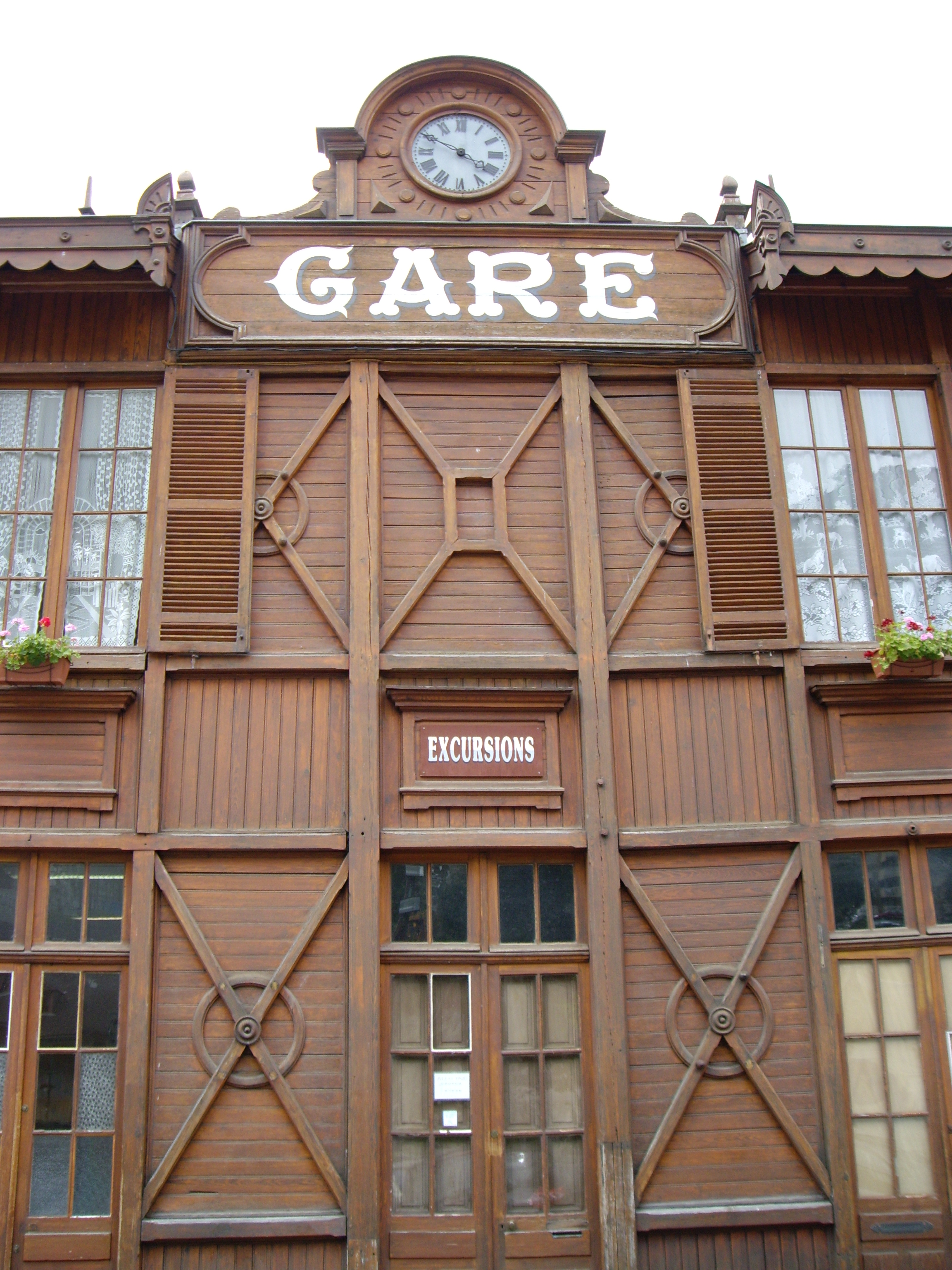
Détail.
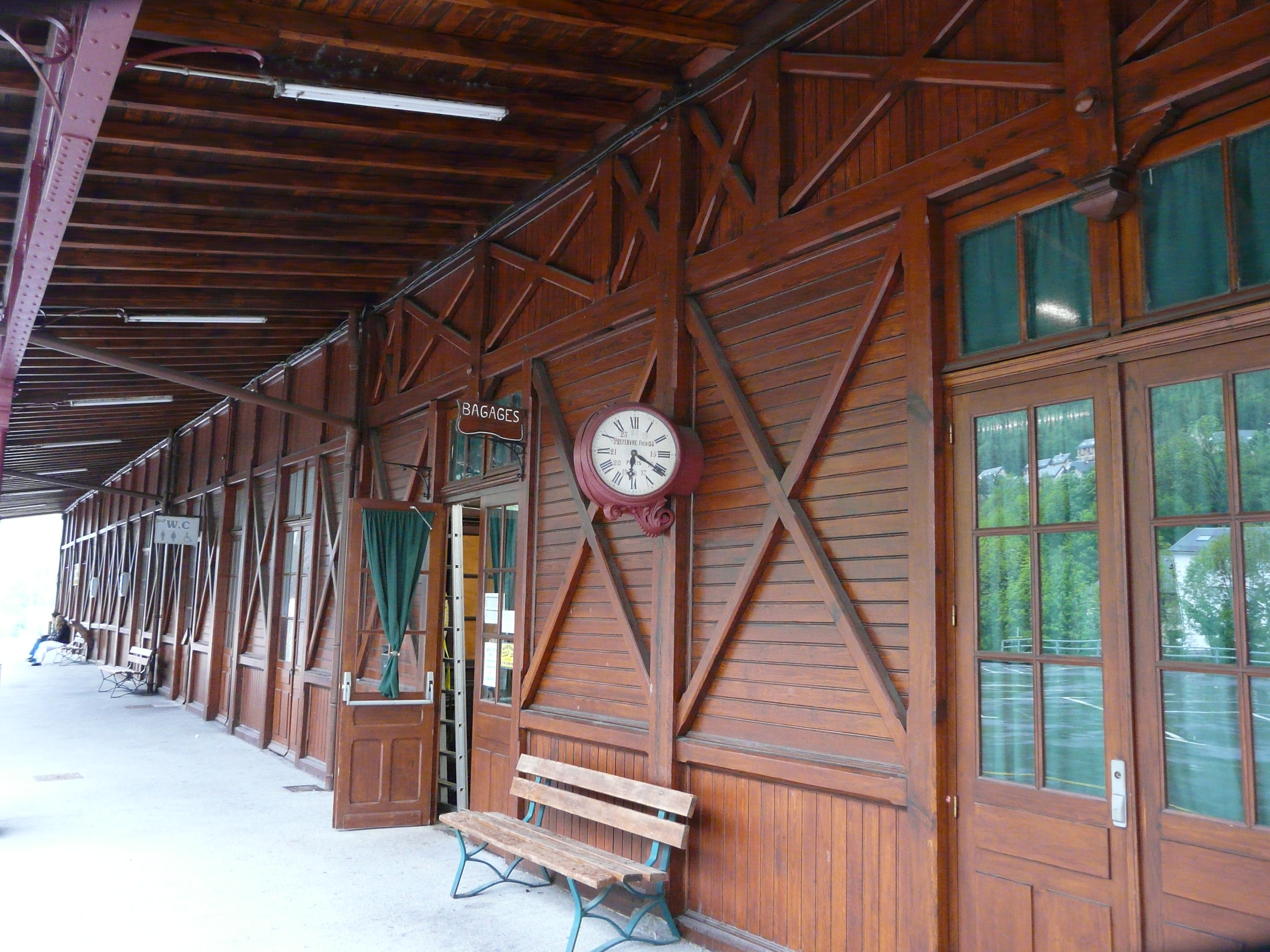
Façade ouest.
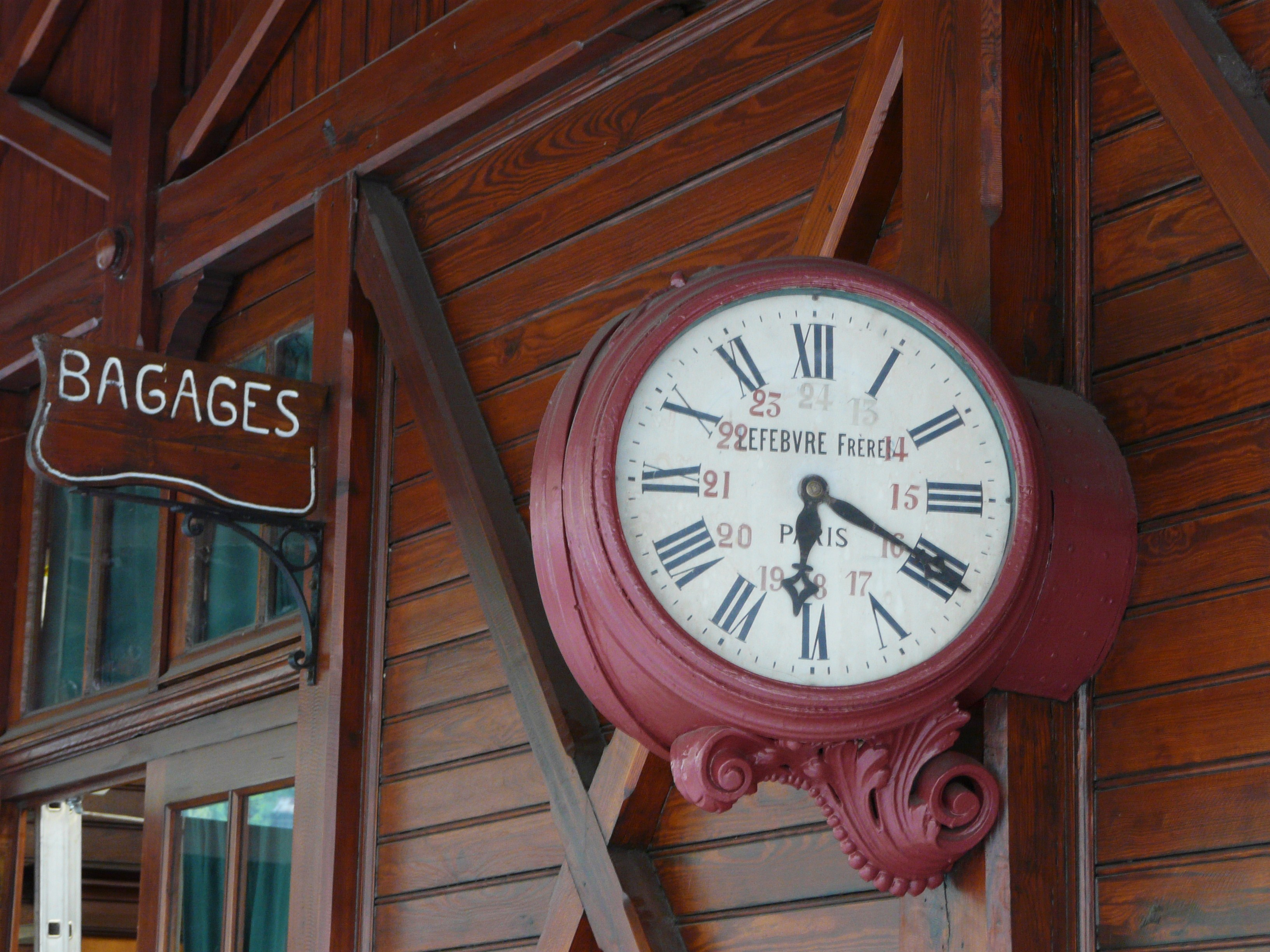
L'horloge, côté ouest.